# السياسة الوطنية للتعليم
السياسة الوطنية للتعليم (باللغة الإنجليزية:NPE) هي سياسة وضعتها حكومة الهند بهدف تنظيم التعليم في الهند. تخضع المراحل التعليمية ابتداءً من التعليم الابتدائي حتى التعليم العالي في كل من المناطق الريفية والحضرية في الهند لقوانين السياسة الوطنية للتعليم المعتمدة من قبل الحكومة الهندية. أصدرت حكومة الهند أول قانون للسياسة الوطنية للتعليم عام 1968، في عهد رئيسة الوزراء أنديرا غاندي. ثم تبعه قانون ثان عام 1986 في عهد رئيس الوزراء راجيف غاندي، القانون الثالث صدر في مطلع عام 1992 خلال ولاية بي في ناراسيمها راو، وأخيرا صدر القانون الرابع عام 2020 في ظل رئاسة ناريندرا مودي 